# Saucillo, Hidalgo
Saucillo är en ort i Mexiko.   Den ligger i kommunen Chapulhuacán och delstaten Hidalgo, i den sydöstra delen av landet, 180 km norr om huvudstaden Mexico City. Saucillo ligger 1 268 meter över havet och antalet invånare är 341.
Terrängen runt Saucillo är bergig västerut, men österut är den kuperad. Runt Saucillo är det ganska tätbefolkat, med 83 invånare per kvadratkilometer. Närmaste större samhälle är Chapulhuacán, 12,1 km nordost om Saucillo. I omgivningarna runt Saucillo växer huvudsakligen savannskog.